# Kecamatan Tanjungkarang Barat
Kecamatan Tanjungkarang Barat är ett distrikt i Indonesien.   Det ligger i provinsen Lampung, i den västra delen av landet, 200 km nordväst om huvudstaden Jakarta.